# Аббот, Чарлз Грили
Чарлз Гри́ли А́ббот (вар. Чарльз Грили Эббот, англ. Charles Greeley Abbot; 31 мая 1872 года, Уилтон, Нью-Гэмпшир — 17 декабря 1973 года, Ривердейл, Мэриленд, США) — американский астрофизик, специалист по физике Солнца и по изучению и использованию солнечной энергии.

## Биография
Окончил Массачусетский технологический институт (1895).
С 1907 по 1944 г. директор Смитсоновской астрофизической обсерватории и с 1928 г. секретарь Смитсоновского института.
Член Национальной академии наук США в Вашингтоне (1915), которой в 1910 году был награждён медалью им. Г. Дрэпера; член Американской академии искусств и наук (1921), которой в 1915 году был награждён премией Румфорда.
Как учёный наиболее известен совместными с С. Лэнгли работами в области солнечной радиации, физики Солнца и светимости звёзд. Исследовал инфракрасную часть солнечного спектра. Изучал распределение энергии в спектре Солнца и звёзд сконструированными им спектроболометром и радиометром. Определил величину солнечной постоянной — среднее количество энергии излучения Солнца, достигающего верхней границы земной атмосферы, — 1,938 кал/мин • см². Определил болометрические светимости многих ярких звёзд. Изобрёл ряд приборов для использования тепловой энергии Солнца, КПД некоторых из них достигает 15 %. Его книга «Солнце» была переведена на русский язык Н. Я. Бугославской в 1936 году (М.-Л.: ОНТИ, 1936).
Аббот был инициатором создания высокогорных астрономических станций в Калифорнии, Чили, Египте для систематического измерения солнечной постоянной. Его собственные длительные наблюдения позволили ему в 1953 году установить зависимость между изменениями солнечного излучения и погодой на Земле.
В его честь был назван кратер Аббот на Луне.